# Гольянський
Голья́нський (рос. Гольянский) — починок у Воткінському районі Удмуртії, Росія.
Населення становить 99 осіб (2010, 141 у 2002).
Національний склад (2002):
- росіяни — 79 %

Урбаноніми:
- вулиці — Василькова, Дачна, Зарічна, підлісна, Радянська
- провулки — Дорожній, Зарічний, Лісовий, Радянський